# Jacques Schoeman
Jacques Schoeman – południowoafrykański zapaśnik walczący w stylu wolnym. Brązowy medalista igrzysk afrykańskich w 2007. Wicemistrz Afryki w 2002 i 2003 roku.